# Karl Christian Aubel
Karl Christian Aubel (* 19. November 1796 in Kassel; † 23. Februar 1882 ebenda) war ein deutscher Porträtmaler, Akademieprofessor und Galerieinspektor.

## Leben
Aubel wurde um 1817 an der Kasseler Kunstakademie als Zeichner und Maler ausgebildet. Von 1819 bis 1823 hielt er sich zu weiterführenden Studien in Paris auf. Aubel wurde dort Schüler an der École des Beaux-Arts und bildete sich im Atelier von Antoine-Jean Gros künstlerisch weiter.

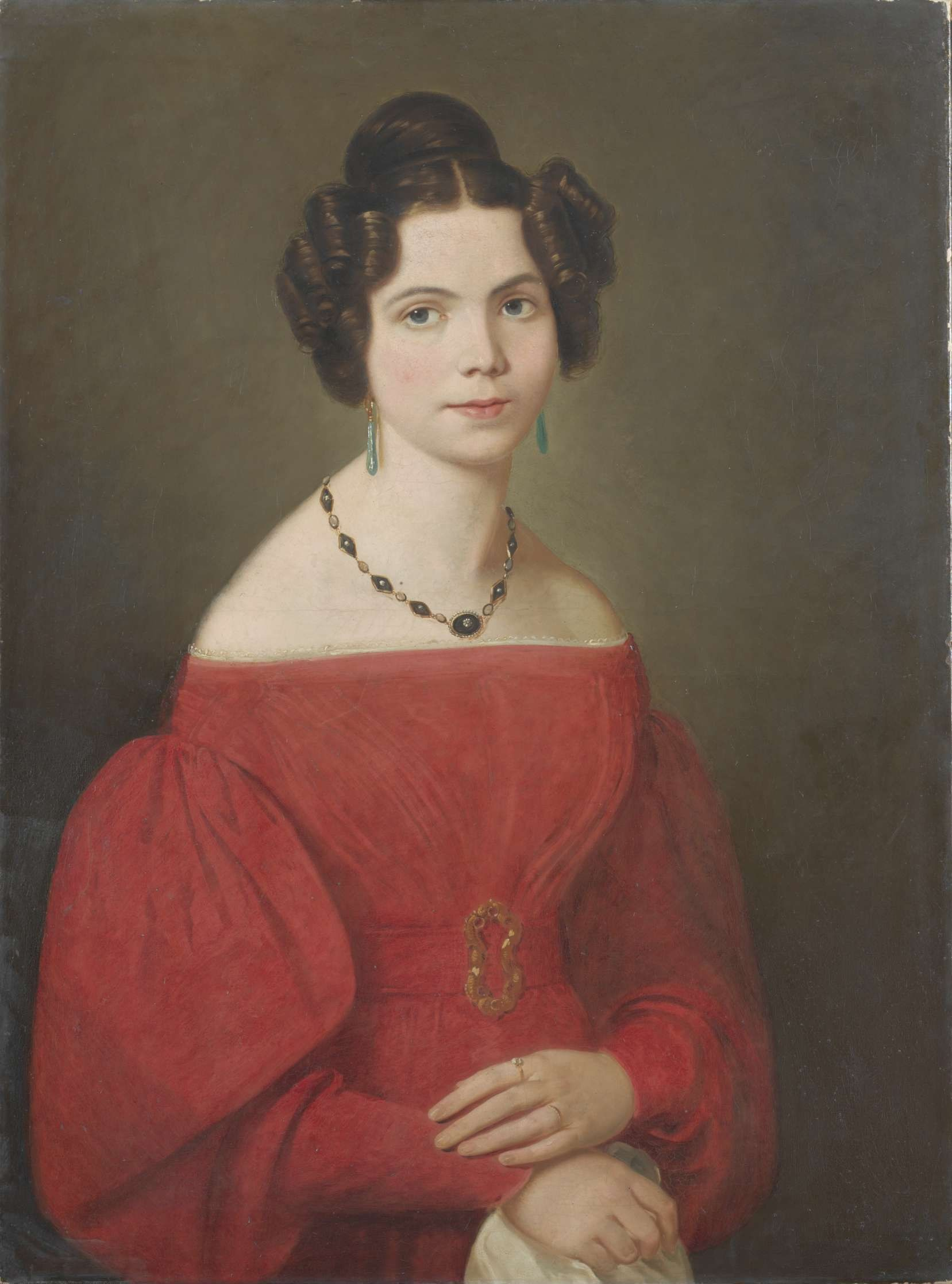
Porträt Franziska Schier

Zwischen 1824 und 1832 lässt sich ein Aufenthalt in Italien, in Florenz, Perugia, Rom und Neapel, nachweisen. 1835 gehörte er zu den Mitbegründern des  Kunstvereins für Kurhessen. Am 16. Oktober 1831 heiratete er Wilhelmine Goltz. 1832 kehrte Aubel dann nach Kassel zurück, wo er zunächst als Zeichenlehrer tätig war. Im Jahr 1833 wurde er Professor an der Kunstakademie in Kassel.
1834 wurde sein Sohn Hermann Aubel geboren, der ein Landschaftsmaler wurde. 1837 erblickte Carl Aubel das Licht der Welt, der Erfinder eines Verfahrens zur heliografischen Reproduktion. Die Tochter Christine Rosalie Aubel heiratete am 5. August 1861 den Architekten August Carl Lange.
Zu Aubels bekanntesten Werken gehört die Restaurierung der Flügeltüren des Marien- und Katharinenaltars in der Elisabethkirche in Marburg (1842). Zwischen 1844 und 1877 war Aubel dann Inspektor der Kasseler Gemäldegalerie.

## Werke
In Paris entstandene künstlerische Werke:
- Porträt Gustav Adolf Michaelis, Öl auf Leinwand, um 1821, Verbleib unbekannt
- Porträt einer Dame, Verbleib unbekannt